# Primer Gabinet Kalvītis
El primer Gabinet Kalvītis fou el govern de Letònia entre el 2 de desembre de 2004 i el 7 de novembre de 2006. Fou el primer govern liderat per Aigars Kalvītis, qui fou Primer Ministre entre 2004 i 2007. Va començar el seu mandat el 2 de desembre de 2004, després de la dimissió d'Indulis Emsis, i succeí al Gabinet Emsis, que havia governat de març a desembre de 2004. Fou substituït pel segon Gabinet Kalvītis el 7 de novembre de 2006, després de les eleccions d'octubre de 2006.

## Composició
Llista dels ministeris de Letònia encapçalats per ministres del primer Gabinet Kalvītis:
| Càrrec                                                  | Nom                       | Partit                      | Dates                                           |
| ------------------------------------------------------- | ------------------------- | --------------------------- | ----------------------------------------------- |
| Primer Ministre                                         | Aigars Kalvītis           | Partit Popular              | 2 de desembre de 2004 – 7 de novembre de 2006   |
| Ministre de Defensa                                     | Einars Repše              | Partit de la Nova Era       | 2 de desembre de 2004 – 23 de desembre de 2005  |
| Ministre de Defensa                                     | Solvita Āboltiņa (interí) | Partit de la Nova Era       | 23 de desembre de 2005 – 31 de desembre de 2005 |
| Ministre de Defensa                                     | Krišjānis Kariņš (interí) | Partit de la Nova Era       | 1 de gener de 2006 – 5 de gener de 2006         |
| Ministre de Defensa                                     | Linda Mūrniece            | Partit de la Nova Era       | 5 de gener de 2006 – 7 d'abril de 2006          |
| Ministre de Defensa                                     | Atis Slakteris            | Partit Popular              | 8 d'abril de 2006 – 7 de novembre de 2006       |
| Ministre d'Afers Exteriors                              | Artis Pabriks             | Partit Popular              | 2 de desembre de 2004 – 7 de novembre de 2006   |
| Ministre per la Infància i les Famílies                 | Ainars Baštiks            | Partit Letònia Primer       | 2 de desembre de 2004 – 7 de novembre de 2006   |
| Ministre d'Economia                                     | Krišjānis Kariņš          | Partit de la Nova Era       | 2 de desembre de 2004 – 7 d'abril de 2006       |
| Ministre d'Economia                                     | Aigars Štokenbergs        | Partit Popular              | 8 d'abril de 2006 – 7 de novembre de 2006       |
| Ministre de Finances                                    | Oskars Spurdziņš          | Partit Popular              | 2 de desembre de 2004 – 7 de novembre de 2006   |
| Ministre de l'Interior                                  | Ēriks Jēkabsons           | Partit Letònia Primer       | 2 de desembre de 2004 – 21 d'octubre de 2005    |
| Ministre de l'Interior                                  | Aigars Kalvītis (interí)  | Partit Popular              | 21 d'octubre de 2005 – 3 de novembre de 2005    |
| Ministre de l'Interior                                  | Dzintars Jaundžeikars     | Partit Letònia Primer       | 3 de novembre de 2005 – 7 de novembre de 2006   |
| Ministre d'Educació i Ciència                           | Ina Druviete              | Partit de la Nova Era       | 2 de desembre de 2004 – 7 d'abril de 2006       |
| Ministre d'Educació i Ciència                           | Baiba Rivža               | Unió de Verds i Agricultors | 8 d'abril de 2006 – 7 de novembre de 2006       |
| Ministre de Cultura                                     | Helēna Demakova           | Partit Popular              | 2 de desembre de 2004 – 7 de novembre de 2006   |
| Ministre de Benestar                                    | Dagnija Staķe             | Unió de Verds i Agricultors | 2 de desembre de 2004 – 7 de novembre de 2006   |
| Ministre pel Desenvolupament Regional i el Govern Local | Māris Kučinskis           | Partit Popular              | 2 de desembre de 2004 – 7 de novembre de 2006   |
| Ministre de Transport                                   | Ainārs Šlesers            | Partit Letònia Primer       | 2 de desembre de 2004 – 17 de març de 2006      |
| Ministre de Transport                                   | Aigars Kalvītis (interí)  | Partit Popular              | 17 de març de 2006 – 7 d'abril de 2006          |
| Ministre de Transport                                   | Krišjānis Peters          | Partit Letònia Primer       | 8 d'abril de 2006 – 7 de novembre de 2006       |
| Ministre de Justícia                                    | Solvita Āboltiņa          | Partit de la Nova Era       | 2 de desembre de 2004 – 7 d'abril de 2006       |
| Ministre de Justícia                                    | Guntars Grīnvalds         | Partit Letònia Primer       | 7 d'abril de 2006 – 7 de novembre de 2006       |
| Ministre de Salut                                       | Gundars Bērziņš           | Partit Popular              | 2 de desembre de 2004 – 7 de novembre de 2006   |
| Ministre de Medi Ambient                                | Raimonds Vējonis          | Unió de Verds i Agricultors | 2 de desembre de 2004 – 7 de novembre de 2006   |
| Ministre d'Agricultura                                  | Mārtiņš Roze              | Unió de Verds i Agricultors | 2 de desembre de 2004 – 7 de novembre de 2006   |
| Ministre Especial per l'Administració Electrònica       | Jānis Reirs               | Partit de la Nova Era       | 2 de desembre de 2004 – 7 d'abril de 2006       |
| Ministre Especial per l'Administració Electrònica       | Ina Gudele                | Independent                 | 8 d'abril de 2006 – 7 de novembre de 2006       |
| Ministre Especial per la Integració Social              | Ainars Latkovskis         | Partit de la Nova Era       | 2 de desembre de 2004 – 7 d'abril de 2006       |
| Ministre Especial per la Integració Social              | Karina Pētersone          | Partit Letònia Primer       | 8 d'abril de 2006 – 7 de novembre de 2006       |